# 什里店站
什里店站是位于中华人民共和国河北省邯郸市武安市十里店村的一个铁路车站，邮政编码56304。车站建于1971年，有邯长铁路经过该站，现办理客货运业务，车站及其上下行区间均已电气化。车站距离邯郸站70公里，隶属中国铁路北京局集团，是四等站。